# El Palmar (Dagua)
El Palmar es un centro poblado de 4100 habitantes situada en el municipio de Dagua, departamento del Valle del Cauca, Colombia.

## Historia
Para el año de 1890, comenzaron a llegar colonos de los departamentos de Cauca, Nariño, viejo Caldas, Antioquia y del mismo Valle del Cauca y comenzaron a construir chozas con hojas de palma silvestre, luego utilizaron la madera y la guadua. Se sabe que estas personas dieron inicio a la población de las veredas que pertenecen al área de influencia del centro poblado, a saber: La Colonia, La Virgen, Palo Alto, Centella, Las Brisas, Puerto Kosson, La Pulida y la parte céntrica o cabecera del Palmar, ubicándose en lo que hoy son las fincas "Las Acacias", "La Pulida" y "La Rivera. Estas primeras familias pobladoras mediante la tala construyeron sus propias casas y parcelas agrícolas, lógicamente esta actividad no ejercía ningún efecto nocivo al entorno natural por ser a tan pequeña escala. El 19  de octubre del año 1968, mediante resolución número 5280, fue reconocido legalmente El Palmar como centro poblado, del municipio de Dagua. 
En los años subsiguientes se construyó la nueva escuela José María Cabal número 20, en predio donado por el señor Arístides Benavides, luego la capilla católica en el año 1970, después el centro de salud en lote cedido por el señor Agapito Cabrera en año 1972, posteriormente la Inspección de Policía en año 1975  y la Caseta Comunal se construyó en el año de 1980. La carretera nacional denominada hoy en día Cabal Pombo pasó por El Palmar en el año 1935 y desde esa fecha se ha convertido en una de las principales vías del país.

## Demografía
La población en la actualidad del Palmar está constituida por su cabecera y sus nueve veredas; la población se determina así: Niños: 843, Jóvenes: 1250, Adultos: 1620, Adultos mayores: 633.